# Universally Administered Address
Eine Universally Administered Address (UAA) ist eine jeder Netzwerkkarte vom Hersteller fest (das heißt allgemeingültig = universell) vorgegebene („eingebrannte“) MAC-Adresse.
Das U/L-Bit (welches kennzeichnet, ob es sich um eine Universally Administered Address oder eine Locally Administered Address handelt) ist auf 0 gesetzt.
Eine Universally Administered Address liegt in der Form canonical für Ethernet und/oder der Form MSB für Token Ring vor.
Das Gegenstück der Universally Administered Address ist die Locally Administered Address.